# Bismarck (jogo)
O Bismarck é um jogo de tabuleiro de guerra naval de nível estratégico, de média complexidade, produzido em 1962 pela Avalon Hill. O jogo é jogado em busca de pontos. O jogador que alcançar o maior número de pontos no fiom do jogo ganha. O jogo pode terminar se: a) o Bismarck for afundado; b) O Bismarck retornar para um porto (Bergen, St. Nazaire, ou Ferrol) após a sua missão de patrulha; c) O lado alemão tiver obtido tantos pontos que seja impossível para o jogador britânico ganhar; e d) O tempo de jogo se esgotar.